# Ramaviva
Ramaviva (Quickbeam en el original inglés), o Bregalad en sindarin, es un personaje ficticio del libro El Señor de los Anillos, escrito por el británico J. R. R. Tolkien. Se trata de un ent relativamente joven, uno de los más jóvenes presentes en la «Cámara de los Ents» posiblemente, alto, de piel lisa y labios rojos, mucho más flexible y dispuesto a la risa que Bárbol. Perteneciente a los de la raza de los Cortezas. En general, bastante parecido a un serbal, los árboles de los que él cuidaba en el bosque. En la versión en español parece cuidar más de fresnos que de serbales.
El nombre común Ramaviva (Quickbeam) hace referencia a su carácter apresurado para tratarse de un ent. Le fue impuesto desde que respondió a un ent más viejo antes de que este terminara de formular la pregunta, demostrando así una inusual prisa para los de su raza.
Durante la Cámara de Ents manifestó la «prisa» que tanto le caracteriza siendo el primero en decidirse a atacar Isengard. La razón de este precipitado juicio fue la destrucción de sus árboles a manos de los orcos de Saruman. Puesto que Ramaviva ya estaba decidido, Bárbol le envió a hacerle compañía a Merry y Pippin, mientras el debate entre los Ents seguía. Los llevaría a su casa, mucho más sencilla que la de Bárbol, rodeada por un círculo de fresnos con un manantial en medio.
En el ataque a Isengard tomaría un papel importante, casi capturando a Saruman.
En la versión cinematográfica de Peter Jackson no aparece explícitamente, sin embargo si aparece un «ent-serbal», a quienes muchos han atribuido el papel de Ramaviva.